# Monasterio de la Inmaculada Concepción (Loeches)
El monasterio de la Inmaculada Concepción es un monasterio de monjas dominicas ubicado en la localidad española de Loeches, frente a la plaza de la duquesa de Alba. Es conocido también como «el convento grande».

## Historia
Fue fundado el 5 de enero de 1626 por Gaspar de Guzmán y Pimentel, conde-duque de Olivares y valido del rey Felipe IV, y por su esposa en Castilleja de la Cuesta. En 1634 los fundadores consiguieron permisos para trasladar la comunidad a la villa de Loeches. Las monjas estuvieron viviendo en el palacio que tenía el conde-duque en esta villa durante seis años.
La obra del convento fue terminada en 1640. Más tarde, se convertiría en una de las iglesias más ricas en obras pictóricas de España, con objetos dados al conde-duque de Olivares por parte del rey Felipe IV. También familiares de las Madres Dominicas donaron muchas otras obras. La colección de arte tenía obras de Alonso Cano, Rubens, Bassano, Tintoretto, Veronés y Miguel Ángel, entre otros. 
En 1809 la colección fue saqueada por el general Horace Sebastiani de la Porta durante la invasión francesa y muchas de estas obras fueron llevadas a Francia, donde hoy pueden ser vistas en museos como el Louvre. Otras pinturas se ubican hoy en otros museos como Galería Nacional de Londres o en el Museo Ringling en Florida.
Actualmente el monasterio es patronazgo de la Casa de Alba, actuales condes-duques de Olivares.

## Panteón familiar de la Casa de Alba
En 1909 Jacobo Fitz-James Stuart y Falcó, xvii duque de Alba de Tormes y xiii conde-duque de Olivares, fundó un panteón agregando una capilla al monasterio para la Casa de Alba, que fue obra de Juan Bautista Lázaro inspirado en el de El Escorial. 
En el mausoleo descansan principalmente los restos de los jefes de la Casa de Alba, a partir de Jacobo Fitz-James Stuart y Ventimiglia, xv duque de Alba de Tormes.
Destaca en dicho panteón el mausoleo de María Francisca de Sales Portocarrero, hermana de Eugenia de Montijo y emperatriz de Francia, obra de Charles-Alphonse-Achille Gumery.

### Descansan en el panteón
| Nombre                                                                                 | Año de defunción |
| María Francisca Palafox Portocarrero y KirkPatrick, xii duquesa de Peñaranda de Duero. | 1860             |
| Jacobo Fitz-James Stuart y Ventimiglia, xv duque de Alba de Tormes.                    | 1881             |
| Carlos María Fitz-James Stuart y Palafox, xvi duque de Alba de Tormes.                 | 1901             |
| María del Rosario Falcó y Osorio, xxi condesa de Siruela.                              | 1904             |
| María del Rosario de Silva y Gurtubay, x marquesa de San Vicente del Barco.            | 1934             |
| María del Rosario Gurtubay y González de Castejón, xvi duquesa consorte de Híjar.      | 1948             |
| Jacobo Fitz-James Stuart y Falcó, xvii duque de Alba de Tormes.                        | 1953             |
| Eugenia Sol María del Pilar Fitz-James Stuart y Falcó, xiv condesa de Baños.           | 1962             |
| Hernando Alfonso Fitz-James Stuart y Saavedra, xvii duque de Peñaranda de Duero.       | 1970             |
| Luis Martínez de Irujo y Artázcoz, xviii duque consorte de Alba de Tormes.             | 1972             |
| Jesús Aguirre, xviii duque consorte de Alba de Tormes.                                 | 2001             |
| Cayetana Fitz-James Stuart, xviii duquesa de Alba de Tormes (mitad de sus cenizas).    | 2014             |